# Изола (Пиза)
Изола (итал. Isola) је насеље у Италији у округу Пиза, региону Тоскана.
Према процени из 2011. у насељу је живело 639 становника. Насеље се налази на надморској висини од 26 м.